# Триптихи Фрэнсиса Бэкона
Британский художник Фрэнсис Бэкон (1909—1992) создал 28 известных триптихов с 1944 по 1986 год. Он начал работать в этом формате в середине 1940-х годов, создавая небольшие по размеру полотна, с 1962 года художник перешёл на более крупные по масштабу триптихи, создав лишь несколько триптихов меньшего размера, изображающих головы друзей. После самоубийства своего бывшего любовника Джорджа Дайера в 1971 году Бэкон написал три «Чёрных триптиха».

## Обзор
Фрэнсиса Бэкона заботили в своём творчестве формы, темы, образы и способы выражения, которые он менял и развивал в течение длительных периодов, часто на протяжении десятилетий. Когда его спросили о его склонности к последовательным картинам, он объяснил, как его образы проявляли себя последовательно. Художник отмечал, что мог бы выйти далеко за пределы триптиха и создавать произведения искусства, состоящие из пяти или шести частей, но он полагал, что триптих является более сбалансированным вариантом. Первым триптихом Бэкона стали «Три этюда к фигурам у подножия распятия», которые имели мгновенный успех у критиков и популярность у зрителей. Формат понравился художнику: он отметил, что видит образы в серии. По словам Бэкона образы рождали другие образы, и серии стали его доминирующим мотивом. Он временно отошёл от формата триптиха, и с конца 1940-х до конца 1950-х годов выпускал серии до 10 работ, многие из которых входят в число его лучших, включая его серию пап, голов и мужчин в костюмах.
Бэкон перестал быть любимцем у критиков в конце 1950-х годов, будучи хвалимым ими в течение предыдущих 10 лет. Позднее он признался, что потерял свой стиль и искал новый способ самовыражения, который включал в себя много переходных работ, большую часть которых он уничтожил, а другую часть он предпочёл не включать в свой арсенал. Его «Три этюда для распятия» 1962 года, написанные им к его первой ретроспективе в Галерее Тейт, ознаменовали его возвращение к форме и были высоко оценены художественными критиками и историками, такими как Дэвид Сильвестр, Мишель Лейрис и Майкл Пеппиат, как ключевой поворотный момент в его карьере.
Бэкон объяснял критикам, что его обычная практика работы с триптихами состояла в том, чтобы начать с левой части и работать поочерёдно и по порядку. Как правило, он заканчивал каждую часть, прежде чем начать следующую. По мере того, как работа в целом продвигалась вперёд, он иногда возвращался в более раннюю группу для внесения изменений, хотя эта практика, как правило, осуществлялась на поздних этапах завершения всего триптиха.

## Работы
В конце 1940-х и 1950-х годов Бэкон работал над несколькими сериями, такими как его кричащие головы, папы, животные в роли добычи и мужчины в синих костюмах. Использование переработанных изображений развилось в регулярное использование формата триптиха в начале 1960-х годов. В интервью Бэкон сказал, что, когда он фантазировал, изображения представлялись ему в сотнях вариантах одновременно, некоторые из которых были связаны друг с другом. Формат триптиха был привлекательным по мнению Бэкона, потому что он физически ломал изображения и препятствовал принудительной или сконструированной интерпретации повествования, тенденции в живописи, которой он особенно противился и находил банальной.
Бэкон начал свой первый большой триптих «Три этюда для распятия» в феврале 1962 года. Хотя он часто заканчивал большое полотно за один день, эта работа не была завершена до марта. Каждая из частей этого триптиха имеет размеры 194 на 145 см, что в четыре раза превышало размеры его предыдущего триптиха и его первого известного триптиха «Три этюда к фигурам у подножия распятия» 1944 года, с которым работа 1962 года разделяет и тему и название. В 1964 году Бэкон расширил стандартную ширину каждого холста триптиха на 2,5 см, и, не считая работ этого формата середины 1960-х и «Чёрных триптихов», сохранил этот крупный масштаб для всех своих триптихов, созданных в оставшиеся 30 лет своей жизни.
В 2000 году искусствовед Дэвид Сильвестр разделил большие триптихи Бэкона на три группы: 18, демонстрирующих драматическое или эротическое событие, 6, представляющих собой три полнометражных портрета сидящих, и 4, изображающие одиночные обнажённые фигуры. На 36 полотнах была нарисована одна обнажённая фигура, на 24 — одна одетая фигура. На 5 было изображено биоморфное существо, на 4 — натюрморты. Бэкон был крайне самокритичен и уничтожил великое множество своих полотен. Известно, что минимум пять триптихов было уничтожено, в то же время две или три работы, вероятно, были разделены торговцами и проданы как отдельные полотна.

### Распятия
Тема распятия, ставшая основной в первом большом триптихе Бэкона, стал у художника повторяющимся визуальным мотивом человеческого тела, вывернутого наизнанку. Эта идея была заимствована им из давней традиции в истории искусства, на которую сильно повлияли «Туша быка» Рембрандта и «Бычья туша» Хаима Сутина.
Хотя идея разорванной плоти прослеживается и в ранних работах Бэкона, таких как «Картина» (1946), в триптихах 1960-х годов и двух версиях «Лежащей фигуры со шприцем» (1963 и 1968 года) Бэкон выворачивает кожу и кишки человеческих торсов, чтобы создать образы, согласно Сильвестру, приближающиеся к гротеску и ужасу «Снятия с креста» Рубенса и «Распятия» Чимабуэ. Первые три крупных триптиха Бэкона были посвящены сценам распятия, и все они отдают долг работе Рубенса, произведению, которое обычно сдержанный Бэкон регулярно нахваливал в разговорах с художественными критиками.

### Головы
После 1965 года Бэкон и вовсе сосредоточился на портретах крупным планом. В день открытия своей первой ретроспективы в Галерее Тейт он получил известие о том, что его бывший любовник Питер Лейси умер. Эта новость оказала разрушительное влияние на него лично, приведя к созданию первого триптиха в стиле его голов середины 1950-х годов.
Триптих 1962 года «Этюд для трёх голов» стал первым в череде масштабных триптихов с изображением голов приятелей Бэкона по пабу «Colony Room Club», включая Джорджа Дайера, Люсьена Фрейда, Мюриел Белчер и Генриетту Мораес. Начиная с 1970-х годов, когда саму художнику шёл уже седьмой десяток, многие его коллеги и друзья-алкоголики начали умирать, придавая многим портретам Бэкона дополнительную актуальность и остроту.

### Вуайеризм

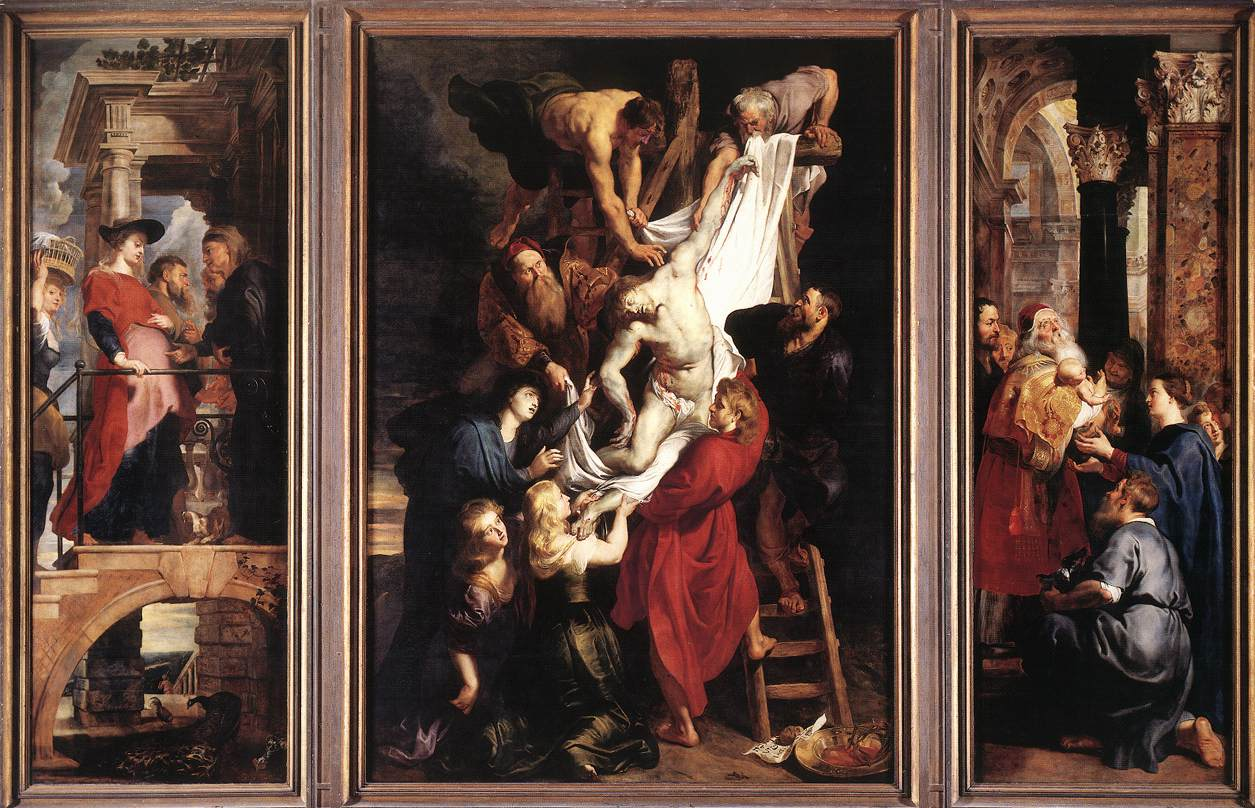
Триптих Питера Пауля Рубенса «Снятие с креста» 1612—1614 годов

В «Триптихе на тему поэмы Т. С. Элиота» («Суини-агонист») Бэкон изобразил пару переплетённых в эротической позе фигур в правой части, где также присутствует стоящая одетая мужская фигура, глядящая на них. На левой части триптиха изображена ещё одна пара, пребывающая в посткоитальной дисфории. В своей работе Бэкон рассматривает понятие вуайеризма как идеальную прелюдию к участию; эта мысль принадлежала его бывшему любовнику Питеру Лейси. Эта идея просматривается в обеих версиях работы 1970 года «Триптих — этюды от человеческого тела», влияние на который оказала также «Красная студия» (1911) Анри Матисса.